# Zabrze Vandtårn
Zabrze Vandtårn er et tidligere vandtårn i Zabrze, Øvre Schlesien (nu det sydvestlige Polen) med adressen Ulica Jana Zamojskiego 2. Tårnet blev mellem 1909 og 1911 opført efter tegninger af arkitekt August Kind og stadsarkitekt Friedrich Loose.
Det 46 meter høje tårn står på otte hjørnepiller og en midterpille. Det er dækket med et mansardtag, som prydes af en lanterne. I de nederste etager var der oprindeligt kontorer og lejligheder.
Byen Zabrze planlagde på et tidspunkt at indrette bygningen som museum, men i stedet skal der nu indrettes lejligheder i øverste plan.